# Agsläktet
Ag (Cladium) är det släkte inom halvgräsens familj där arten ag återfinns. Arterna i släktet är alla tämligen stora halvgräs med långa, smala (gräsliknande) blad med vassa, ofta sågtandande, kanter; 1–3 meter höga ihåliga strån med ax i förgrenade klasar (gyttringar) om 5–10 stycken. 
Det är omdiskuterat hur många arter som ingår i släktet; alltifrån två till sextio arter har nämnts. I många av fallen rör sig diskussionen om huruvida en population skall anses vara art eller underart.
ITIS listar:
- Cladium californicum (S. Wats.) O'Neill (även:Cladium mariscus var. californicum)
- Cladium colocasia (L.) W. Wight
- Cladium mariscoides (Muhl.) Torr.
- Cladium mariscus (L.) Pohl

Att ag (Cladium mariscus) är en av dessa arter är det dock inte någon diskussion om. Denna art förekommer över hela världen.